# Seiland
Seiland (lap. Sievju) – duża wyspa w północnej części Norwegii. Administracyjnie należy do okręgu Finnmark i jest podzielona między trzy gminy: Hammerfest, Alta i Kvalsund. Najwyższym punktem jest szczyt Seilandstuva (1079 m n.p.m.). Nie licząc terytoriów zależnych, pod względem powierzchni zajmuje siódme miejsce w kraju.
Z odkryć archeologicznych wynika, że wyspa jest zamieszkiwana od 7000 lat. Obecnie znajduje się tu rybacka wieś Kårhamn, oraz kilka mniejszych wiosek: Hønseby, Eidvågen, Fiskebukta, Survika, Altneset i Hakkstabben. W 2006 roku utworzono tu park narodowy.